# Expedição 9
Expedição 9 foi a nona expedição à Estação Espacial Internacional, realizada entre abril e outubro de 2004. A expedição teve início com o lançamento da nave Soyuz TMA-4 do Cosmódromo de Baikonur, no Cazaquistão, que transportou o cosmonauta russo Gennady Padalka e o astronauta norte-americano Edward Fincke até a ISS, além do astronauta neerlandês Andre Kuipers, que passou apenas onze dias a bordo.

## Tripulação
| Posição           | Tripulante      |                 |
| ----------------- | --------------- | --------------- |
| Comandante        | Gennady Padalka | Gennady Padalka |
| Engenheiro de voo | Edward Fincke   | Edward Fincke   |

## Insígnia
A insígnia da Expedição 9 inclui uma homenagem a astronautas e cosmonautas que  morreram durante a exploração espacial. As asas da águia no desenho contém 16 estrelas amarelas e uma estrela de David. Elas representam os astronautas Virgil Grissom, Ed White e Roger Chaffee, mortos no incêndio da Apollo 1 ocorrido durante treinamento em Cabo Kennedy, em 1967; Francis "Dick" Scobee,Michael Smith, Ronald McNair, Ellison Onizuka, Gregory Jarvis, Judith Resnik e a professora Christa McAuliffe, mortos no acidente da Challenger, em 1986; e os astronautas Rick Husband, William McCool, David Brown, Kalpana Chawla,Michael Anderson, Laurel Clark e Ilan Ramon, o primeiro astronauta de Israel, mortos no acidente da Columbia, em janeiro de 2003. Também fazem parte do desenho cinco estrelas vermelhas, em torno do pescoço da águia, representando os cosmonautas soviéticos mortos Vladimir Komarov - morto na Soyuz 1 - Georgi Dobrovolski, Viktor Patsayev, Vladislav Volkov - mortos na Soyuz 11 - e Yuri Gagarin - a maior delas - primeiro homem no espaço, morto num acidente aéreo em 1967.

## Parâmetros da Missão
- Massa: 187,016 kg
- Perigeu: 384 km
- Apogeu: 396 km
- Inclinação: 51.6°
- Período: 92 min
- Acoplagem: 21 de abril de 2004, 05:01 UTC
- Desacoplagem: 23 de outubro de 2004, 21:05 UTC
- Duração: 185 d 15 h 07 min

## Missão
Padalka e Fincke chegaram na ISS em 21 de abril de 2004 junto com o astronauta da ESA Andre Kuipers, que viajou com a tripulação graças a um acordo comercial entre a ESA e a Roscosmos. Após uma semana de operações e atividades conjunta com os integrantes da Expedição 8, eles assumiram o controle e o comando da estação. A expedição foi o centro do projeto do governo dos Estados Unidos de Diagnóstico Avançado de Ultrassom em Microgravidade.
Durante a missão, os astronautas realizaram quatro caminhadas espaciais dedicadas à manutenção e instalação de equipamentos na ISS, usando os trajes espaciais russos Orlan.

## Galeria

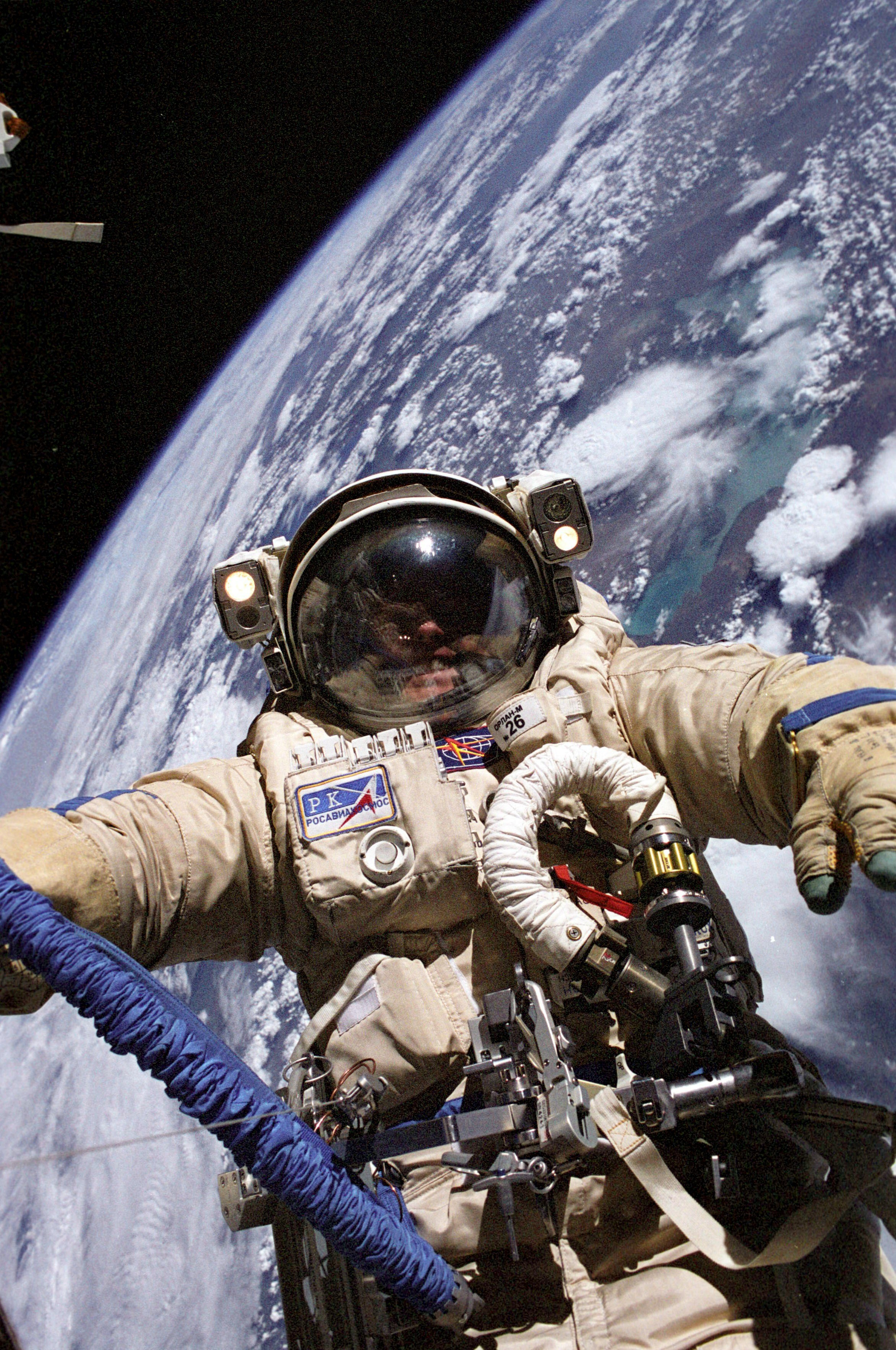
O astronauta Edward Fincke em uma atividade extraveicular, com um traje espacial russo Orlan.
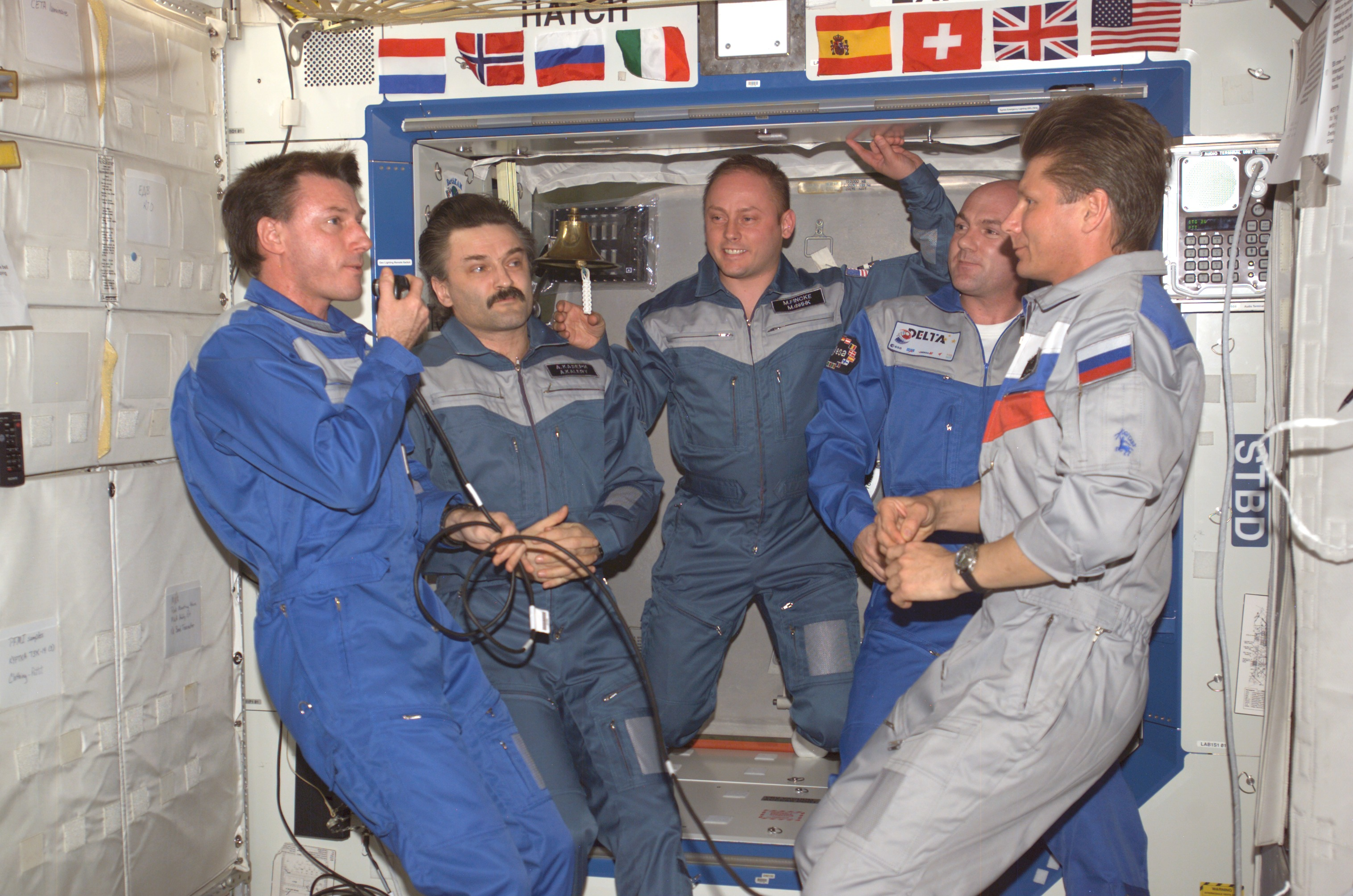
Os integrantes das Expedições 8 e 9, durante a cerimônia da troca de comando na ISS.
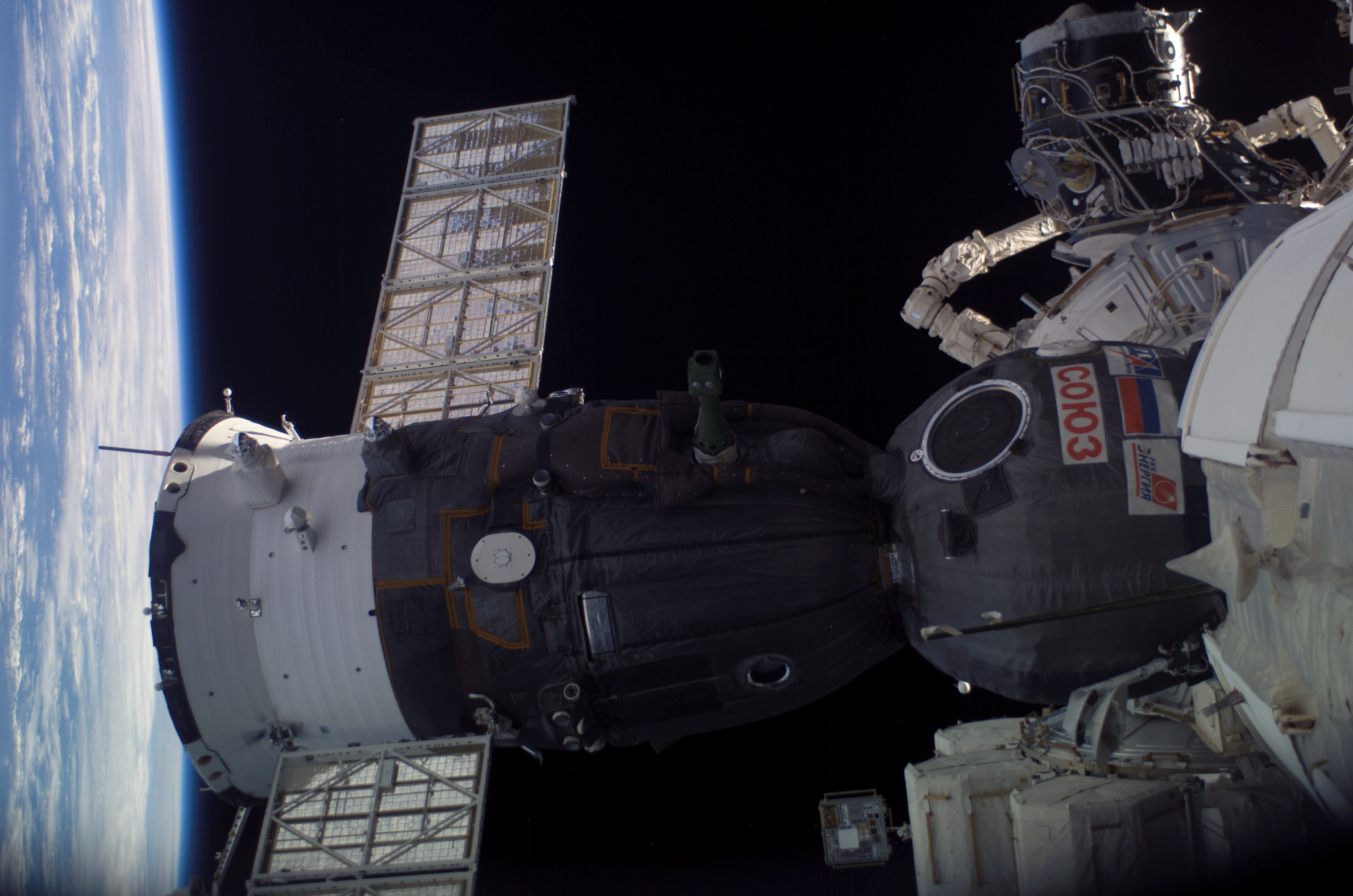
A Soyuz TMA-4 acoplada no módulo Zarya da ISS durante a Expedição.
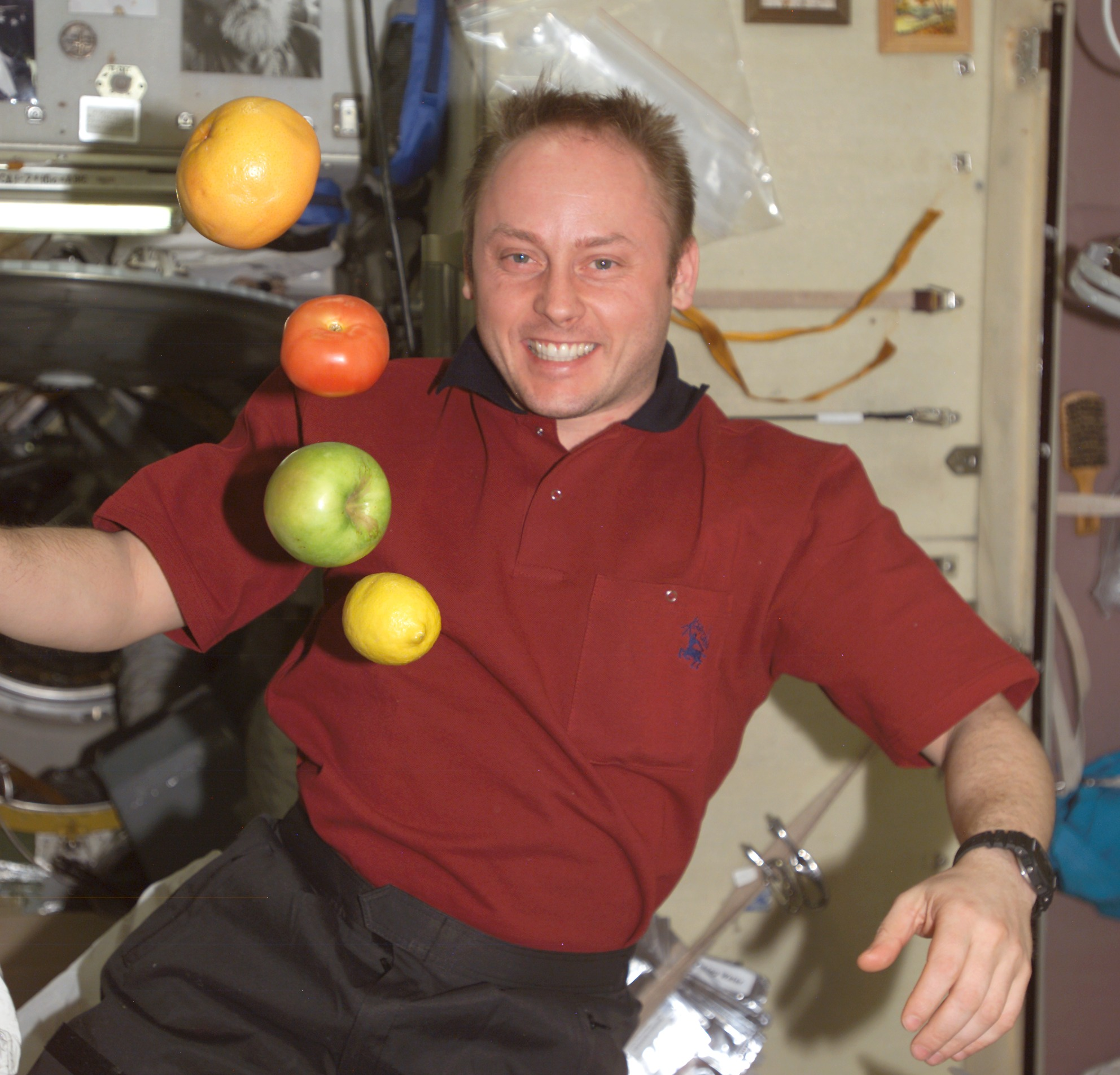
Finke e as frutas flutuantes do módulo Zvezda.
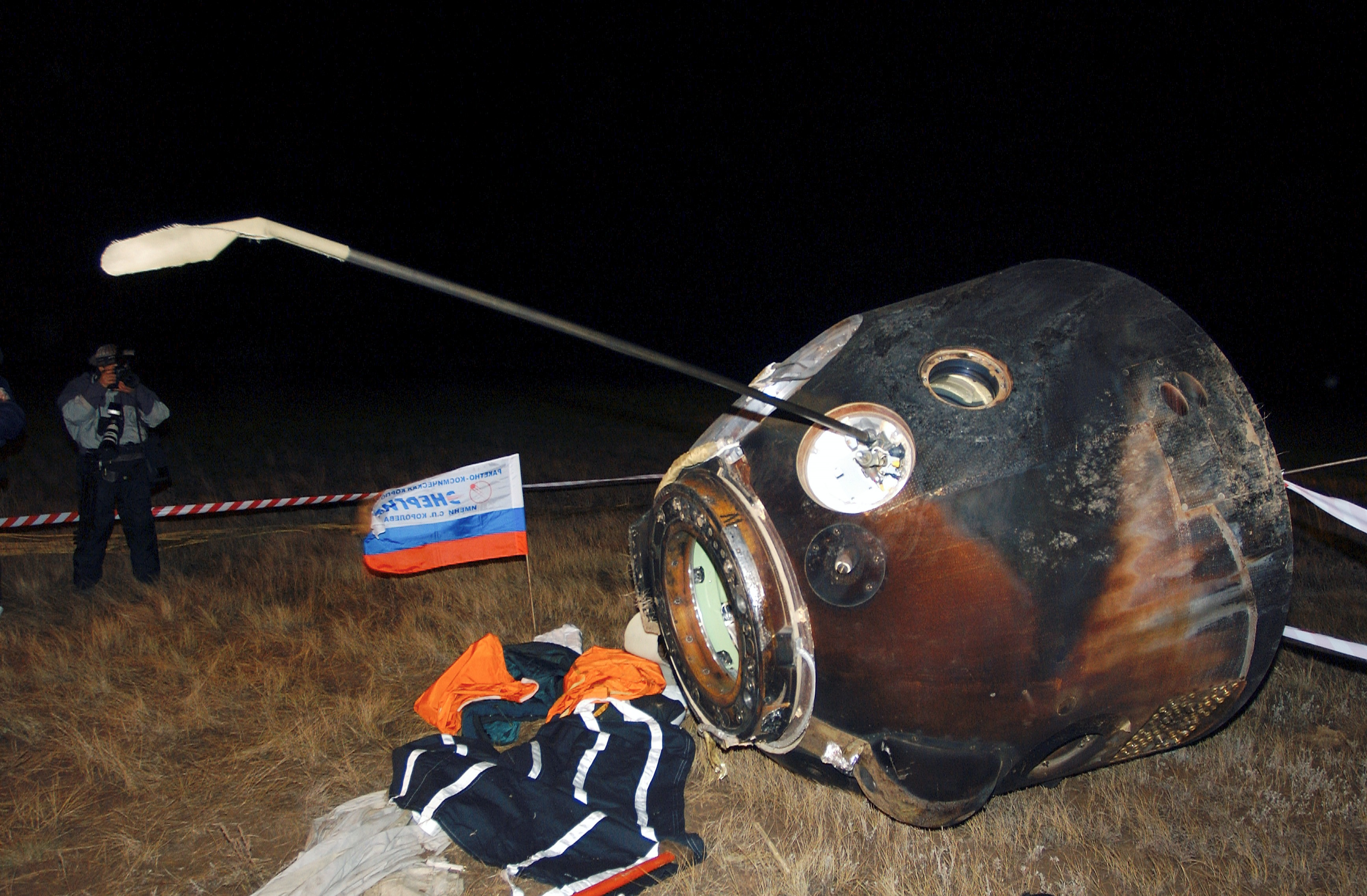
A cápsula que trouxe de volta a tripulação, com a face externa queimada depois da reentrada na atmosfera.